# سينما الأطفال (برنامج)
سينما الأطفال من أشهر برامج الأطفال التليفزيونية المصرية في الثمانينات من تقديم عفاف الهلاوي وكان ميعاده كل يوم جمعة العاشرة صباحا، وكان يعتمد على الحضور المباشر للأطفال قي كثير من الحلقات، وتقديم أفلام الكرتون (The Wizard of Oz (1939) - The Last Unicorn (1982) - The Black Stallion (1979 - ، وغيرها وأشهرها مسلسل الكلبة لاسى.